# Izawa Shūji

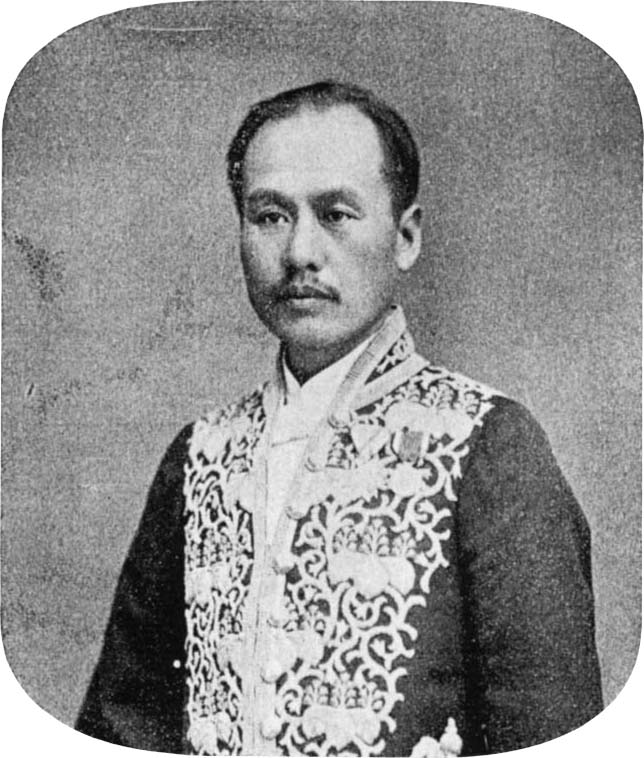
Izawa Shūji

Izawa Shūji (japanisch 伊澤 修二; geboren 27. Juli 1851 in Takatō (高遠町) in der Provinz Shinano; gestorben 29. Juni 1917) war ein japanischer Erzieher und Entwickler der modernen japanischen Blindenschrift und Gebärdensprache.

## Leben und Wirken
Izawa Shūji wurde als ältesten Sohn eines niederen Samurai des in Takato residierenden Zweigs des Naitō-Klans geboren. Er studierte ab 1870 der Daigaku Nanko (大学南高), einer der Vorläufereinrichtungen der Universität Tokio. 1875 bereiste er zusammen mit Takamine Hideo (1854–1910) und Kōzu Sensaburō (神津 専三郎; 1852–1897) die USA und studierte dort das Erziehungssystem. Nach seiner Rückkehr 1878 wurde er Direktor der Tōkyō Normal School und zugleich Leiter einer Abteilung im Erziehungsministerium. 1888 wurde er Direktor der Musikschule Tōkyō, die er mit Hilfe seines früheren Lehrers Luther W. Mason organisierte. 1890 gründete er die „Nationale Gesellschaft für Erziehung“ (国家教育社, Kokka kyōiku-sha), deren erster Präsident er wurde. Auf Taiwan arbeitete Izawa ab 1895 als Leiter der Abteilung für Erziehung im dortigen Gouverneursamt.
Izawa unterstützte tatkräftig die Ausbildung von Blinden und Gehörlosen. So wirkte er mit an der Anpassung des Braille-Systems an die japanischen Umständen an und unterstützte die Übernahme der Gebärdensprache aus dem Westen. Zu seinen Arbeiten gehören „Wahre Methode der Erziehung“ (教授真法, Kyōiku shimpō) 1875, „Methodik der Schulverwaltung“ (学校管理法, Gakkō kanri-hō) 1882，„Pädagogie“ (教育学, Kyōiku-gaku) 1883 und „Methodik des Lippenlesens“ (視話法, Shiwa-ō) 1901. 1958 wurde eine Sammlung ausgewählter Schriften (伊沢修二選集) veröffentlicht.